# ماريا غيوموندستودير
ماريا غيوموندستودير هي متزحلقة آيسلندية، ولدت في 29 يونيو 1993 في أكوريري في آيسلندا.